# Flabellidium spinosum
Flabellidium spinosum är en bladmossart som beskrevs av Theodor Carl Karl Julius Herzog 1916. Flabellidium spinosum ingår i släktet Flabellidium och familjen Brachytheciaceae. IUCN kategoriserar arten globalt som utdöd. Inga underarter finns listade i Catalogue of Life.